# Jan Havel (lední hokejista)
Jan „Gusta“ Havel (* 10. listopadu 1942 Kolín) je bývalý český hokejový útočník. Reprezentoval Československo na třech mistrovstvích světa a dvou olympijských hrách. Vyučil se automechanikem, následně si absolvoval poděbradskou hotelovou školu. Na začátku 21. století vlastnil restauraci. Jeho otec se věnoval fotbalu, v době největší slávy chytal za prvoligový AFK Kolín.

## Hráčská kariéra
První hokejové krůčky si odbyl v obci Pašinka na stejnojmenném rybníku. Do 10 let hrál hokej jenom zde. Poté, co od 5. třídy začal chodit do školy do Kolína, přihlásil se potají do místního hokejového klubu, což rodiče nevěděli. Když to otec zjistil, přišlo milé překvapení – místo trvalého zákazu ho začal vozit na tréninky i zápasy. Po několika sezónách v druholigovém klubu Tatry Kolín narukoval na základní vojenskou službu do Dukly Litoměřice, a přestože se jednalo o slabší oddíl, do konce soutěže bojoval o titul krále ligových střelců. Následující sezónu byl převelen do jihlavské Dukly. Po roce přestoupil do Sparty Praha, kde vydržel až do poloviny 70. let. Tehdy naposledy ve své kariéře přestoupil, tentokrát do druholigové pražské Slavie. Zde jako hráč působil od roku 1975 do 1979.
Reprezentační debut si odbyl v roce 1966 a v letech 1967–1971 hrál, vyjma roku 1970, na všech šampionátech. Startoval také na ZOH 1968 (stříbro) a 1972 (bronz). V reprezentaci odehrál 63 zápasů a vstřelil 34 gólů.

### Úspěchy
- Trojnásobný vítěz Spenglerova poháru.
- Nejlepší střelec československé hokejové ligy – v letech 1968, 1971
- Člen Klubu hokejových střelců
- Člen All Star týmu HC Sparta Praha
- Člen Síně slávy českého hokeje (2014)

## Trenérská kariéra
Po skončení aktivní činnosti v roce 1979 zůstal ve Slavii Praha a působil zde po tři sezóny jako trenér. U hokeje působil i nadále, např. v sezóně 1987/1988 jako hrající trenér v Kralupech nad Vltavou, následně působil jako asistent trenéra a později i jako hlavní trenér ve Slaném.